# Enxet

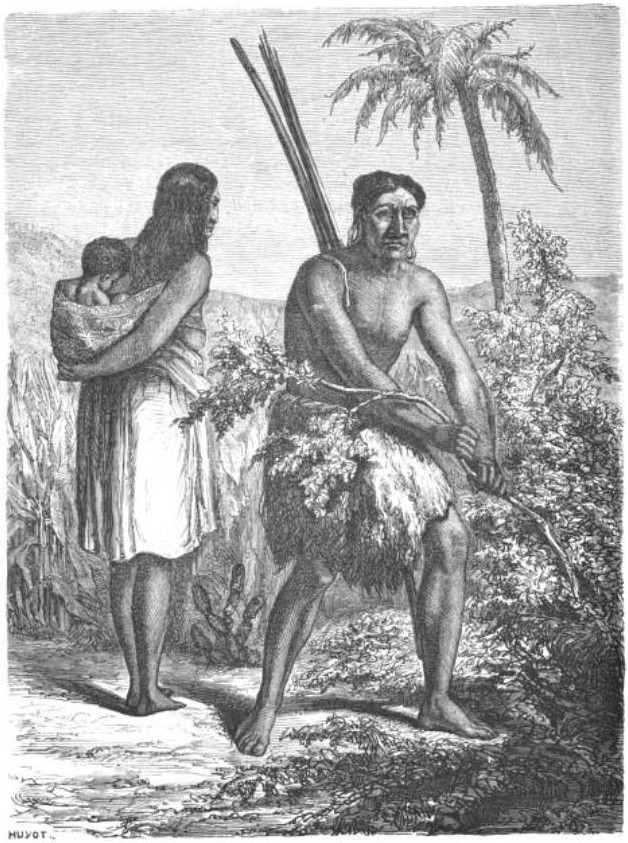
Pessoas Enxet numa gravura de 1861 publicada no Le Tour du Monde.

Os Enxet são um povo indígena de cerca de 17.000 habitantes que vive na região de Gran Chaco, no oeste do Paraguai. Originalmente caçadores-coletores, muitos são agora forçados a complementar a sua subsistência como trabalhadores nas fazendas de gado que invadiram o seu cada vez menor habitat florestal natural.  No entanto, os Enxet ainda estão envolvidos num conflito contínuo com o governo e os fazendeiros,  que querem destruir o que resta da floresta para abrir a terra para assentamentos massivos. Hoje, apenas um punhado de Enxet ainda consegue manter o seu modo de vida tradicional, enquanto a maioria vive em pequenos assentamentos patrocinados por várias organizações missionárias.  As línguas Enxet e Enlhet ainda são vigorosas.